# Stockholm Open 2013
If Stockholm Open 2013 var en tennisturnering som spelades inomhus i Kungliga Tennishallen på hardcourt. Det var den 45:e upplagan av turneringen, som var en del av ATP 250 Series samt ATP World Tour 2013. Turneringen spelades mellan 14 och 20 oktober 2013.

## Mästare

### Singel
- Grigor Dimitrov besegrade  David Ferrer, 2–6, 6–3, 6–4

### Dubbel
- Aisam-ul-Haq Qureshi /  Jean-Julien Rojer besegrade  Jonas Björkman /  Robert Lindstedt, 6–2, 6–2